# کاروچه تران
کاروچه تران (‎/kəˈruːtʃi ˈtræn/‎ kə-ROO-chee TRAN ; متولد ۱۷ مه 1988) بازیگر آمریکایی است. او بیشتر به خاطر بازی در نقش ویرجینیا لوک در سریال پنجه‌های تی‌ان‌تی و بازی در نقش ویویان جانسون در مجموعه اینترنتی خلیج (۲۰۱۳–۲۰۱۶) شناخته می‌شود.
او اولین فردی با تبار آمریکایی آسیایی اقیانوسیه باشد که برنده جایزه امی برای بازیگر نقش اول زن شد.
ترن اهل لس آنجلس، کالیفرنیا است. او توسط مادر ویتنامی و مادرخوانده جامائیکایی اش بزرگ شد. پدرش آفریقایی-آمریکایی است. تران به عنوان بلازیان، شناسایی می‌شود و یک برادر ناتنی از مادر کوچکتر دارد.

## فیلم‌شناسی

### فیلم
| سال  | عنوان                                  | نقش                | یادداشت        |
| ---- | -------------------------------------- | ------------------ | -------------- |
| ۲۰۱۴ | فایل‌های شب ترس                         | مونیک              | فیلم تلویزیونی |
| ۲۰۱۵ | حمله کوسه ۳ سر                         | مگی                | ویدیو          |
| ۲۰۱۵ | PrXde                                  | کت                 | کوتاه          |
| ۲۰۱۶ | آخر هفته با خانواده                    | کورتنی کلنسی       |                |
| ۲۰۱۶ | بچه‌های خوب                             | تالی در پورن       |                |
| ۲۰۱۶ | فقط برای یک شب                         | کلوئه              |                |
| ۲۰۱۶ | به ویلیتس خوش آمدید                    | بش                 |                |
| ۲۰۱۸ | فهرست افتخار                           | سوفی استفنز        |                |
| ۲۰۱۸ | هرگز نشنیدم                            | پاریس              |                |
| ۲۰۱۹ | بازی کودکان                            | دوست TiTi          | کوتاه          |
| ۲۰۱۹ | جی و سایلنت باب راه اندازی مجدد می‌شوند | Con-Ployee شماره ۲ |                |
| ۲۰۲۰ | مبارزه کرد                             | جید بویکینز        |                |

### تلویزیون
| سال        | عنوان                           | نقش            | یادداشت                                                                     |
| ---------- | ------------------------------- | -------------- | --------------------------------------------------------------------------- |
| ۲۰۱۴–اکنون | خلیج                            | ویوین جانسون   | بازیگران معمولی                                                             |
| ۲۰۱۳       | پاره کردن باند                  | مدل            | ویژه تلویزیون                                                               |
| ۲۰۱۴       | خاطرات مردگان                   | لیزا           | قسمت: "قتل عام"                                                             |
| ۲۰۱۵       | خانم‌های مجرد                    | سامانتا گری    | قسمت: "ساخت"                                                                |
| ۲۰۱۵       | غرور                            | ونسا آیوی      | بازیگران اصلی                                                               |
| ۲۰۱۵       | حقیقت گفته شود                  | مونیکا         | قسمت: "عروسی"                                                               |
| ۲۰۱۵       | خرید کفش کتانی                  | خودش           | قسمت: "Karrueche"                                                           |
| ۲۰۱۵       | ایانلا، زندگی من را اصلاح کن    | خودش           | قسمت: "انحصاری Iyanla: Karrueche Tran"                                      |
| ۲۰۱۵       | پانک                            | خودش           | قسمت: "کوین هارت و کاروچه ترن"                                              |
| ۲۰۱۶       | وضعیت رابطه                     | جین            | قسمت: "جشن عروسی"                                                           |
| ۲۰۱۶       | گربه ماهی                       | خودش/هم میزبان | قسمت: "براندون و مک کنا"                                                    |
| ۲۰۱۶       | پلیس مد                         | خودش           | قسمت: "جوایز موسیقی بیلبورد ۲۰۱۶"                                           |
| ۲۰۱۶       | ماشین خواستگاری با اسپایک فرستن | خودش           | قسمت: "Karrs for Karrueche"                                                 |
| ۲۰۱۷       | وحشی جوکر                       | خودش/هم میزبان | اپیزود: "از مغزت استفاده کن و باران بساز"                                   |
| ۲۰۱۷–۲۲    | پنجه‌ها                          | ویرجینیا لوک   | بازیگران اصلی                                                               |
| ۲۰۱۷–۱۸    | میدان‌های هیپ هاپ                | خودش/صاحب پانل | ۴ قسمت                                                                      |
| ۲۰۱۸       | میکروفون را رها کنید            | خودش           | اپیزود: "تای دیگز در مقابل کاروچه تران و جودی سویتین در برابر مارک مک گراث" |
| ۲۰۱۸       | نبرد همگام سازی لب              | خودش/رقیب      | قسمت: "Karrueche Tran vs. Deon Cole"                                        |
| ۲۰۱۹       | مسخره بودن                      | خودش           | قسمت: "Karrueche Tran"                                                      |
| ۲۰۲۰       | قائم مقام                       | Genevieve      | بازیگران تکرارشونده                                                         |
| ۲۰۲۰       | آخرین OG                        | خودش           | قسمت: "بالین"                                                               |
| ۲۰۲۰       | ملکه استایلز                    |                | اپیزود: "شما هرگز چنین کلاه گیس را ندیده‌اید. Forreal."                      |
| ۲۰۲۰       | چهره بازی مشهور                 | خودش           | قسمت: "Sweatsuit Charades and Doughnut Holes"                               |
| ۲۰۲۱-      | بازی‌هایی که مردم بازی می‌کنند    | ادن لازلو      | بازیگران اصلی: فصل ۲                                                        |
| ۲۰۲۱–اکنون | بل ایر                          | پیچک           | بازیگران تکرارشونده                                                         |
| ۲۰۲۳       | نمایش اریک آندره                | خودش/مهمان     | قسمت: "هفته نامه اشکالات"                                                   |